# Anton Günther Billich
Anton Günther Billich (* 23. April 1599 in Jever; † 23. Mai 1640 in Oldenburg) war ein deutscher Arzt und chemiatrischer Fachschriftsteller.

## Leben
Anton Günther Billich war ein Sohn des in Spandau gebürtigen Adam Billich, der als Kantor an der Lateinschule in Jever tätig war, und dessen Frau Magdalene, einer Tochter des Hofpredigers Martin Brauns in Hoya. Er besuchte zunächst die Lateinschule in seiner Geburtsstadt. 1612 schickte ihn sein Vater auf die Schule in Lemgo, dann nach Hannover und zuletzt auf die Klosterschule Ilfeld. Dabei erwarb er sich solide lateinische Sprachfähigkeiten.
1616 immatrikulierte er sich an der Universität Helmstedt, wo er zuerst Philosophie, dann Medizin studierte. Seine wichtigsten Lehrer waren dort Cornelius Martini, Johann Wolff (1580–1645) und Henning Arnisaeus. Dieses Studium schloss er 1621 mit dem Lizenziat ab. Außerdem besuchte er kurz die Universitäten Wittenberg (immatrikuliert am 20. März 1620), wo er den Mediziner Daniel Sennert kennenlernte, und Padua (Frühjahr 1623).
Schon im August 1621 hatte Billich die Stellung eines Gräflich-Oldenburgischen Leibarztes erhalten. Recht früh lernte Billich den Chemiater Angelo Sala kennen, wurde dessen Schüler und ergriff vehement für ihn Partei in einer Auseinandersetzung mit dem paracelsisch orientierten Hamburger Arzt Peter Lauremberg. Billich verfasste Lobgedichte auf Sala und übersetzte auch zwei von dessen Werken aus dem Italienischen ins Lateinische.
Zu Billichs Freunden gehörten neben Arnisaeus auch der Polyhistor Hermann Conring und der Frankfurter Stadtarzt Wilhelm Ernst Scheffer.
Billich, der von aufbrausendem Charakter war, litt gegen Ende seines Lebens an Gicht, Gelbsucht und Wassersucht. Nachdem er die längste Zeit ein Anhänger der Chemiatrie gewesen war, verwarf er diese in seiner letzten Publikation als Nichtigkeit.
Billich war dreimal verheiratet: zuerst mit Elisabeth von Höveln (1624), die wenige Wochen nach der Hochzeit starb; dann seit 1625 mit Maria Sala, der Tochter Angelo Salas, von der er jedoch 1634 wieder geschieden wurde; schließlich seit 1635 mit Elisabeth Dorothea Sevelöen aus Celle, die ihn überlebte. Billich erkannte die Tochter seiner zweiten Frau, Marie Sophie, nicht als eigenes Kind an.

## Werke
- Oratiuncula Metrica. Wolfenbüttel 1614.
- Positiones medicae de Empyemate. Helmstedt 1620.
- De tribus chymicorum principiis et quincta essentia exercitatio. Bremen 1621.
- De natura et constitutione spagyrices emendatae. Helmstedt 1623.
- Defensio animadversionum et notarum Viri Clarissimi Petri Laurembergii in aphorismos chymiatricos Angeli Salae. s. l. 1624.
- Adsertio<n>um chymicarum sylloge, opposita clangoso latratui et venenatis morsibus Petri Laurembergii. s. l. 1624.
- Kurtzer und einfeltiger Bericht von Cur der Pestilentz. Emden 1624.
- Petri Larvenbregii [!] Deliria chymica. s. l. 1625.
- Observationum ac paradoxorum chymiatricorum libri duo. Leiden 1631.
- Thessalus in chymicis redivivus, id est de vanitate medicinae chymicae, hermeticae seu spagiricae dissertatio fundamentalis. Frankfurt am Main 1640.